# 마리아 요제파 폰 작센 왕녀
마리아 요제파 폰 작센 왕녀(독일어: Maria Josepha von Sachsen, 본명: 마리아 요제파 루이제 필리피네 엘리자베트 피아 앙겔리카 마르가레테(Maria Josepha Luise Philippine Elisabeth Pia Angelika Margarete), 1867년 5월 31일 ~ 1944년 5월 28일)는 작센 왕국 출신 오스트리아-헝가리 제국의 황족이다.
작센 왕국의 드레스덴에서 작센의 게오르크 왕자(훗날 작센 왕국의 게오르크 국왕으로 즉위함)와 그의 아내인 포르투갈 인판타 마리아 아나의 넷째 딸로 태어났다. 1886년 10월 2일에는 "미남"(der Schöne)이라는 별명을 갖고 있던 오토 프란츠 폰 외스터라이히 대공과 결혼했고 슬하에 2명의 아들(카를 1세, 막시밀리안 오이겐 폰 외스터라이히 대공)을 낳았다. 제1차 세계 대전 기간 동안에는 오스트리아 빈에 위치한 아우가르텐궁(Augarten)에서 간호사로 근무했다.
1919년 제1차 세계 대전에서 패전한 오스트리아-헝가리 제국이 소멸되면서 황족으로서의 신분을 박탈당했고 카를 1세의 가족들과 함께 스위스로 이주했다. 1921년부터는 독일에 거주했고 1944년 5월 28일 에를랑겐에서 사망했다. 사후 남편의 시신이 안치되어 있던 오스트리아 빈의 황가납골당에 묻혔다.

## 자녀
| 사진 | 이름                                   | 생일            | 사망                   | 기타                                                                                              |
| ---- | -------------------------------------- | --------------- | ---------------------- | ------------------------------------------------------------------------------------------------- |
|      | 카를 1세                               | 1887년 8월 17일 | 1922년 4월 1일 (34세)  | 치타 폰 부르봉파르마와 결혼, 5남 3녀 1916년부터 1918년까지 오스트리아-헝가리 제국의 황제를 역임함 |
|      | 막시밀리안 오이겐 폰 외스터라이히 대공 | 1895년 4월 13일 | 1952년 1월 19일 (56세) | 2남                                                                                               |

## 사진

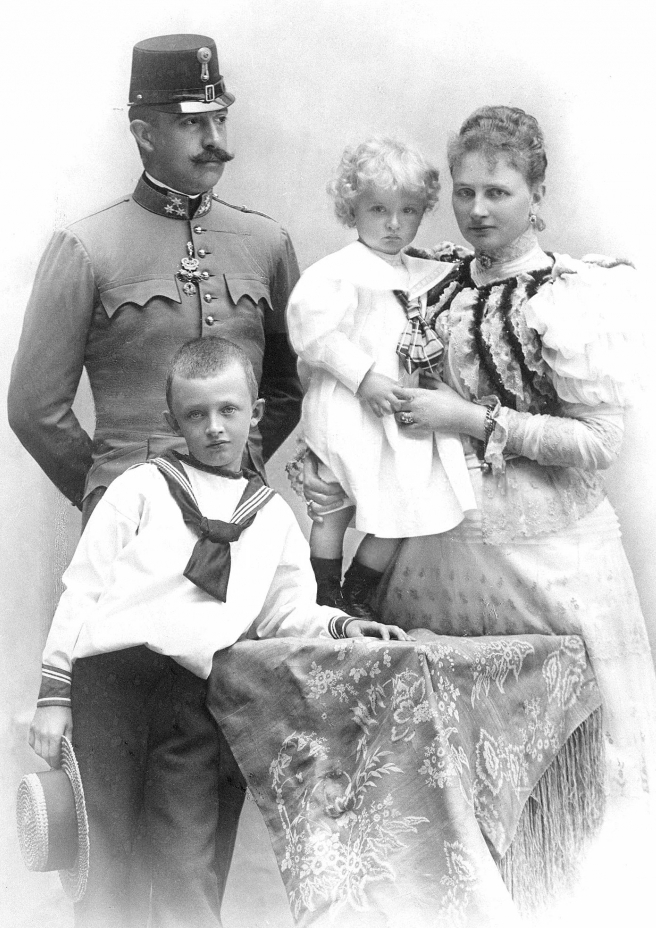
마리아 요제파와 가족들